# Greg X. Volz
Gregory Xavier Volz (Peoria (Illinois), 12 de janeiro de 1950) é um cantor de rock cristão americano, ex-vocalista da banda Petra.

## Biografia
Volz sempre mostrou grandes habilidades em cantar desde quando era criança. Aos 13 anos de idade já era um músico autodidata e começou sua própria banda, chamada "The Wombats". Com o passar do tempo, ele chegou inclusive a dividir o palco com nomes como Janis Joplin, Chicago entre outros. Greg ainda chegou a formar outra banda, chamada "Gidians Bible" em Indianápolis, lançando um compacto com duas músicas em 1969.
Em 1970, "Gidians Bible" se desfez e, juntamente com o baterista David Eden, Volz formou uma nova banda chamada E Band, que foi um dos grandes expoentes musicais do Jesus Movement em meados dos anos 70.
Juntamente com integrantes da E Band, Volz ainda participou da gravação do LP intitulado Because I Am em 1973. No mesmo ano, Greg casou-se com Becky Britton. Em 1975 mudou-se para Springfield, Missouri, onde trabalhou com o guitarrista Phil Keaggy. Nesse período, ele também chegou a interpretar o papel principal em um musical de rock chamada "Called Ezekiel".
Em 1977, Greg Volz foi convidado pelo guitarrista Bob Hartman para fazer uma participação especial no álbum Come and Join Us do Petra. Greg encantou – e evidentemente emocionou Hartman. Foi o início de uma amizade de longa data entre Hartman e Volz, uma química incrível que se espalharia por todo o trabalho do Petra, e os levaria a vanguarda da música cristã.
Seu primeiro álbum completo com o Petra, Washes Whiter Than, foi lançado em 1979 e a partir daí, veio um dos períodos mais prolíficos da banda. Never Say Die (1981), More Power To Ya (1982), e Not of this World (1983) mostraram o Petra com uma sonoridade bastante sólida e eficiente, abordando temáticas cristãs bastante enfáticas nas letras escritas por Bob Hartman.
Com o sucesso alcançado, Petra lança Beat the System em 1984 e chega ao apogeu de sua fase oitentista. A turnê seguinte foi uma de suas mais bem sucedidas, rendendo inclusive um disco ao vivo intitulado Captured in Time and Space. Nesta época, a banda realizava em média de 160 shows por ano. Devido a assídua demanda da agenda, no início de 1985 Volz já estava começando a sentir o desgaste por participar de tantos eventos durante quatro anos consecutivos (1981-1984). Como resultado, sua vida familiar estava sofrendo e Volz deu um aviso prévio de 9 meses para seus companheiros de banda de que ele estaria deixando o Petra no final da turnê "Beat The System". Volz levou um ano para se reagrupar, passar tempo com sua família e organizar o material que iria ser gravado em seu primeiro álbum solo, The River Is Rising, que seria lançado no final de 1986 pela gravadora Myrrh Records.
No início dos anos 90, Volz decidiu se aposentar por algum tempo. Aparentemente, ele estava lidando com o recente divórcio de sua esposa de longa data, Becky. Após esse período, Greg voltou em 1998 com uma série de novos álbuns lançados a partir desse ano.
Juntamente com o Petra, Greg Volz foi introduzido no "Gospel Music Hall of Fame" em 2000 por sua contribuição à música cristã contemporânea.
Em 4 de outubro de 2005, Greg Volz foi convidado para a gravação ao vivo do DVD de despedida do Petra, intitulado Farewell. Ele se juntou no palco com o vocalista John Schlitt para um medley das principais baladas da banda e logo após, fez um interpretação solo de "Grave Robber", que foi um de seus maiores hits com o Petra nos anos 80.
No início de fevereiro de 2009, Greg lançou God Only Knows, seu mais novo trabalho solo com produção do tecladista John Lawry e participações de músicos de estúdio de Nashville, assim como ex-membros da Sonicflood. "God Only Knows" foi considerado por muitos como o melhor album de Greg Volz desde The River Is Rising.[carece de fontes?]
Em 2010, Greg Volz se juntou a formação clássica do Petra para a gravação de Back to the Rock, álbum que trazia regravações de alguns dos maiores sucessos da banda durante os anos 80. O novo trabalho foi aclamado pelos fãs e recebeu diversos elogios da crítica.
Uma turnê mundial de apoio para divulgação de Back to the Rock seguiu-se no período de 2010/2011 e uma versão ao vivo do álbum também foi gravada e lançada em CD, DVD e Blu-ray.
Em 2017, Greg Volz junta-se a antigos integrantes do Petra para a gravação de outro álbum antológico, intitulado Back to the Rock II, o qual teve seu lançamento realizado em dezembro do mesmo ano.

## Discografia
Na E Band
Como cantor solo
- (1986) - The River Is Rising
- (1988) - Come Out Fighting
- (1990) - No Room in the Middle
- (1991) - The Exodus
- (1992) - Greg X. Volz Collection (coletânea)
- (1998) - Break Out! Praise
- (1999) - Ready Or Not ... Here He Comes!
- (1999) - Let The Victors In!
- (2001) - The Next Sphere
- (2005) - In God's Presence
- (2006) - No Greater Love
- (2007) - O' Holy Night (álbum natalino)
- (2008) - In The Course Of Time (coletânea)
- (2009) - God Only Knows

No Petra
- (1977) - Come and Join Us
- (1979) - Washes Whiter Than
- (1981) - Never Say Die
- (1982) - More Power to Ya
- (1983) - Not of this World
- (1984) - Beat the System
- (1985) - Captured in Time and Space (ao vivo)
- (2010) - Back to the Rock
- (2011) - Back to the Rock Live (ao vivo)
- (2013) - 40th Anniversary (coletânea)

Outros projetos
- (1969) - Love Is the Answer/The Dream (Grupo Gidians Bible)
- (1975) - Cry 3: An Odyssey of the Spirit (Interpretação da música "Lost in a Dream" e vocais em "Glory, Glory")
- (1982) - Xavier (Projeto solo paralelo - edição rara e limitada, com tiragem de apenas 1,000 LPs)
- (2004) - Liberty N´Justice: Welcome to the Revolution (Interpretação da música "Bargain Bin")
- (2010) - Project Damage Control: Mechanism (Vocais nas faixas "Mechanism" e "The Storm")
- (2017) - Back to the Rock II (CPR Band)